# Paleothiva
Paleothiva (altgriechisch Παλαιοθήβα) ist ein Berg am nördlichen Ausläufer des Helikon-Gebirges. Nordöstlich des Berges liegt der Berg Tilphossion. Die Paleothiva liegt zwischen Koroneia und Ypsilantis und trennt die Täler von Koroneia und Evangelistria. In der Antike wurde hier eine Burg errichtet, von der noch Reste der Mauer aus Steinquadern und im Norden der Anlage eines Turmes erhalten sind. In der Mitte der Festung wurde eine 5 m tiefe Zisterne in den Fels getrieben. Während der Griechischen Revolution flüchteten die Einwohner Koroneias hier her. 1829 benutzte Dimitrios Ypsilantis die Burgruine als Stützpunkt.
Am östlichen Abhang wurde bei einer Quelle das Kloster Agios Nikolaos errichtet. Hier gibt es eine Gedenkstätte für Dimitrios Ypsilantis, der hier am 12. September 1829 in der letzten Schlacht des griechischen Freiheitskampfes – in der Schlacht von Petra – die türkische Armee besiegte.